# Sprinklervæske
Sprinklervæske bruges sammen med vinduesviskerne til at holde bilens ruder rene og sikre udsynet under kørslen. Bilens forlygter kan også være omfattet af sprinklingen, i visse konstruktioner også sammen med forlygteviskere.
Sprinklervæsken indeholder normalt et antifrostmiddel, så at man med varierende koncentation kan bestemme blandingens frysepunkt. Informationer om forholdet mellem udetemperatur og koncentration findes normalt på beholderen. Sprinklervæske indeholder normalt ætanol og isopropanol og er under normale omstændigheder ikke farlig i mindre mængder, men kan være farligt ved indtagelse af større mængder. Sprinklervæske indeholdende ethylenglykol er dog i større udstrækning mere skadeligt for levende organismer, ved indtagelse oxideres ætylenglykolen i kroppen og udvikler oxalsyre, hvilket er meget giftigt.
Beholderen til sprinklervæsken findes normalt i motorrummet, og kræver normalt at man åbner motorhjelmen for at fylde sprinklervæske på. Der forekommer andre løsninger for at lette påfyldningen. Sprinklervæske kan både købes færdigblandet og koncentreret. I sidstnævnte tilfælde fortynder man det med vand.
Normalt rådes man til at blande til en lavere temperatur end den forventede, da frysning af sprinklersystemet helt umuliggør sprinkling og kan ødelægge sprinklersystemet.

## Eksterne kilder
1. ↑  Tidsskriftet ”Apoteket nr 2/2002”
2. ↑  apps.kemi.se/flodessok/floden/kemamne/1,2-etandiol.htm Arkiveret 22. oktober 2007 hos  Wayback Machine (svensk)